# Губкин (город)

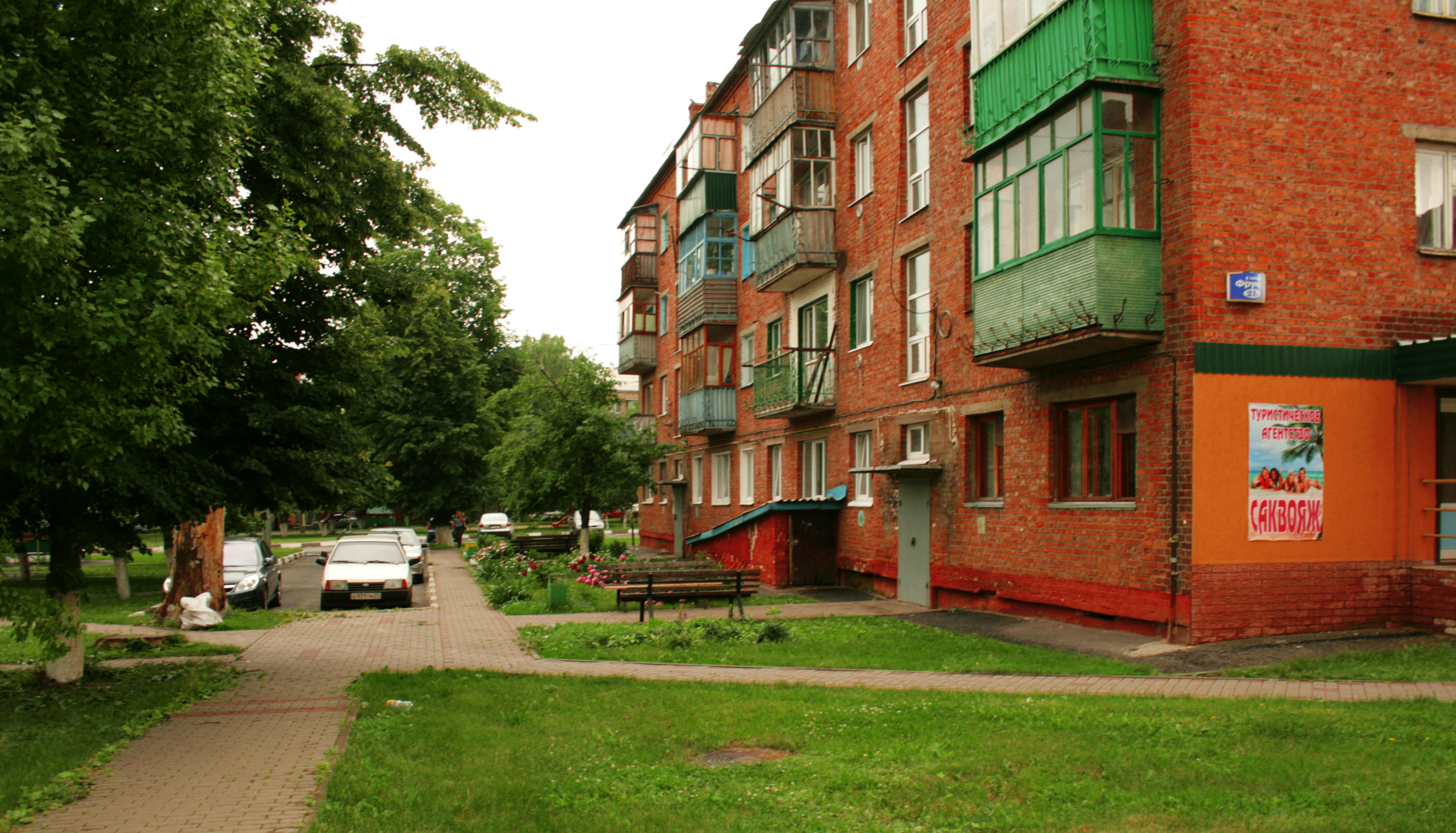
Типичный городской дворик

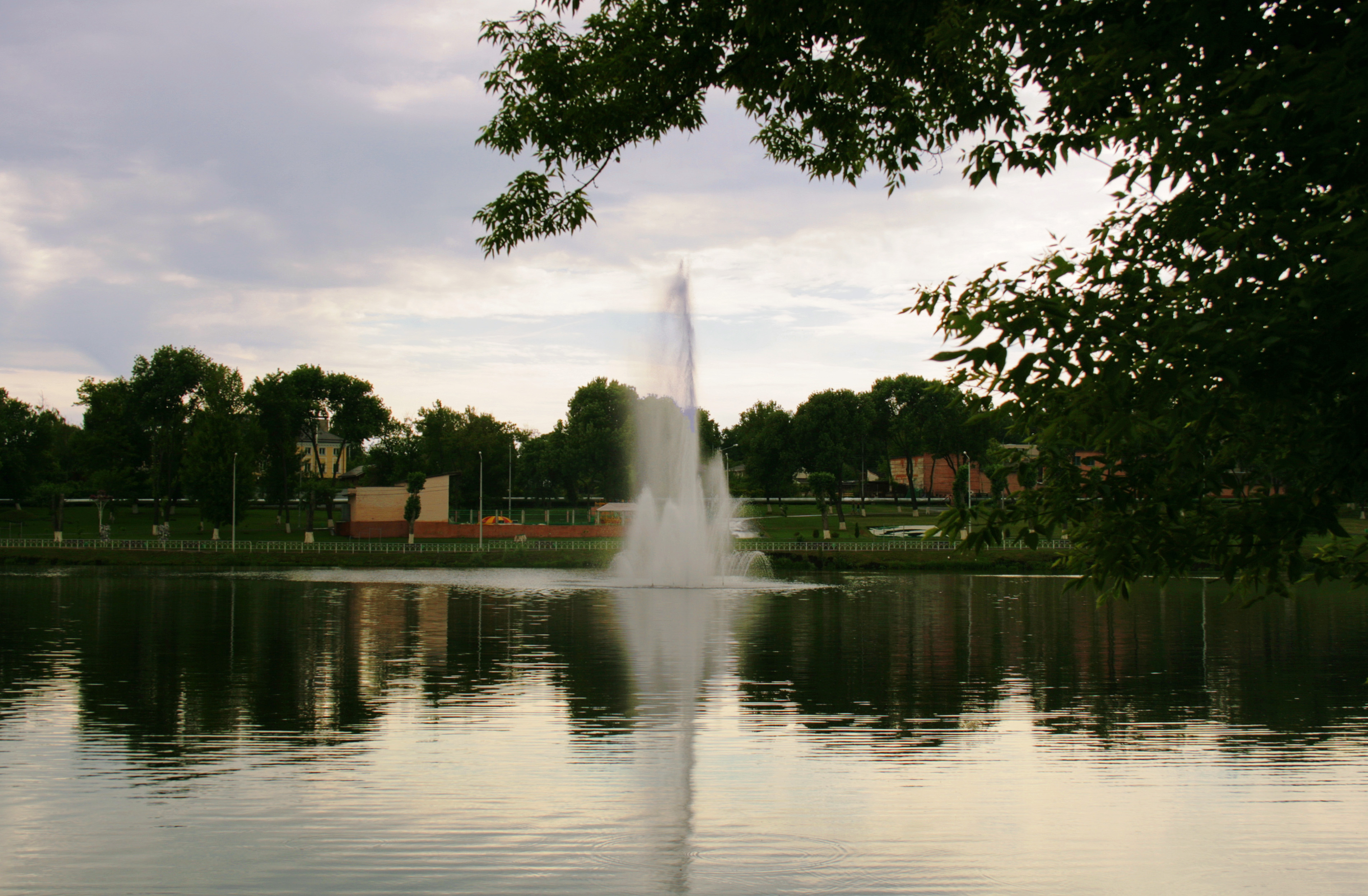
Городской фонтан

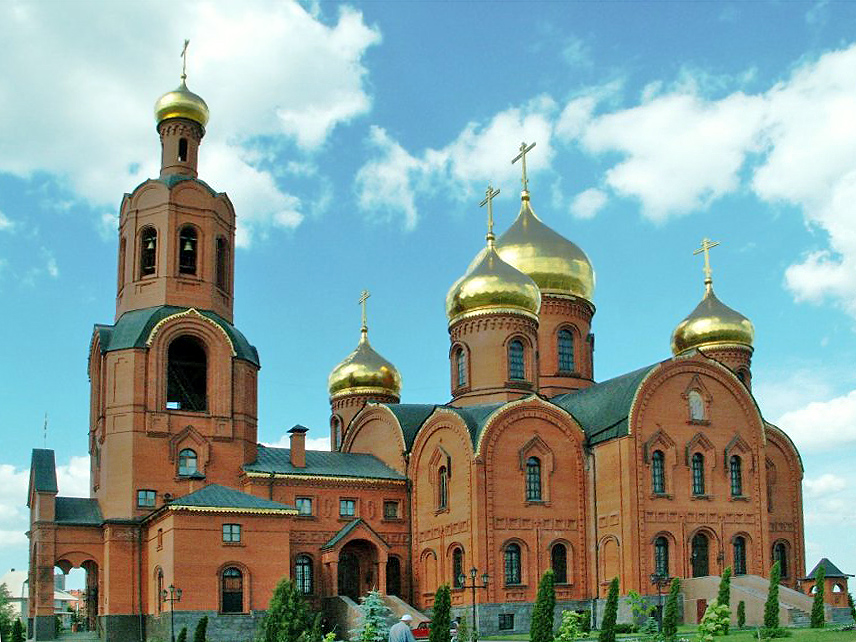
Спасо-Преображенский кафедральный собор

Гу́бкин (до 1939 года — Коробково) — город (с 1955) в России, административный центр Губкинского района (городского округа) Белгородской области. Расположен в северо-восточной части Белгородской области в 14 км к западу от Старого Оскола и в 116 км к северо-востоку от областного центра Белгорода, по обоим берегам реки Осколец, правобережного притока реки Оскол. Население — 83 766 чел. (2024). Наравне со Старым Осколом, является самым северным городом области и с ним образует 450-тысячную агломерацию. Центр добычи руд КМА.Также добыча полезных ископаемых предприятием ГОК.

## История
Первые письменные свидетельства о курских железных рудах относятся к XVIII веку. Из документов следует, что белгородские купцы более 200 лет назад основывали компании для добычи железа в «Белгородской провинции». Естественно, что в те времена можно было разведать только руды, которые обнажались в оврагах и балках, размывались подземными водами. Добыча велась примитивным, кустарным способом, объёмы её были незначительными. Более пристальное внимание к этому краю начали проявлять после того, как здесь обнаружилось устойчивое и никому не понятное отклонение магнитной стрелки. С тех пор тайна курской магнитной аномалии (КМА) постоянно будоражила умы многих учёных не только в России, но и других стран мира. Практической разработкой здешних месторождений всерьёз занялись в начале XX века. В деревне Салтыково (ныне — микрорайон города) в сентябре 1924 года геологи обнаружили на глубине 116,3 метра залежи руды с содержанием железа свыше 50 процентов. Через некоторое время было открыто Лебединское месторождение.

### Рабочий посёлок
В сентябре 1931 года была заложена первая разведочно-эксплуатационная шахта КМА, рядом появился небольшой населённый пункт, который в 1939 году Указом Президиума Верховного Совета РСФСР был отнесён к категории рабочих посёлков и назван в честь академика Ивана Михайловича Губкина, 19 лет руководившего работами в бассейне КМА. День выхода Указа (19 сентября) и принято считать Днём рождения города.
Дальнейшему промышленному освоению месторождений помешала Великая Отечественная война. Сугубо мирные люди стали солдатами. Из молодого рабочего посёлка на фронт ушло около 1900 человек, а всего из района в ряды защитников Родины встали почти 16 000 человек, из которых 9685 не вернулось с полей сражений.
Безотрадную картину представлял собой после освобождения посёлок имени Губкина. Почти до основания были разрушены все здания, затоплена шахта, в полную негодность приведено большинство промышленного и горного оборудования. Но осталось самое ценное — вера людей в скорейшее освоение богатств КМА.

### Город
Широкомасштабное освоение богатств КМА началось в 50-е годы прошлого столетия. В мае 1953 года на базе шахты КМА и двух фабрик было создано первое в регионе предприятие по добыче и переработке железных руд — комбинат «КМАруда». Его становление и развитие способствовало тому, что на месте рабочего посёлка вырос молодой горняцкий город, который Указом Президиума Верховного Совета РСФСР от 23 декабря 1955 года был отнесён к категории городов районного подчинения.
Важным этапом в его развитии было строительство Лебединского рудника, где впервые в Советском Союзе стали добывать железную руду открытым способом. Его сооружение было объявлено Всесоюзной комсомольской стройкой, и в молодой город приехали по путёвкам свыше 5 тысяч юношей и девушек.
Город рос быстрыми темпами. 7 марта 1960 года Указом Президиума Верховного Совета РСФСР Губкин стал городом областного подчинения.
Бурный рост горнорудного производства, значительное увеличение городского населения повлекли за собой переустройство сельского хозяйства, его концентрацию и специализацию. В 1965 году был образован Губкинский район, в котором в последующие годы интенсивно строились новые сельскохозяйственные комплексы и перерабатывающие предприятия.
1970-е — 1980-е годы стали качественно новым этапом в развитии горнорудной промышленности края.
В 1972 году был введён в эксплуатацию первый пусковой комплекс Лебединского горно-обогатительного комбината мощностью 7,5 млн тонн руды в год.
В 1978 году в состав ЛГОКа вошёл Лебединский рудник, ранее находившийся в составе комбината «КМАруда».
Наиболее активно город развивался в последние десятилетия ушедшего столетия.
В 1980-х годах наряду с продолжающимся строительством в центре города было начато строительство нового микрорайона Журавлики с полной инфраструктурой.

### В составе Российской Федерации
В 1990-е годы в городе и районе большое внимание уделяется строительству объектов социальной сферы. Вводятся в строй новые школы, Дома культуры, учреждения здравоохранения, начинается благоустройство города и сельских населённых пунктов.
Сегодня Губкин — это современный красивый город, один из индустриальных центров Белгородской области с развитой инфраструктурой. Он является административным центром Губкинского городского округа, численность населения которого составляет 86 тысяч человек.
Основу экономики территории формируют горнодобывающая отрасль, строительные организации, предприятия перерабатывающей промышленности и сельскохозяйственного назначения. Основной объём выпускаемой продукции приходится на добычу железных руд.
Лебединский горно-обогатительный комбинат, входящий в десятку крупнейших в мире предприятий по добыче железной руды и производству высококачественного сырья для чёрной металлургии, в 2017 году отметил своё 50-летие. Он обеспечивает около трети российского экспорта сырья для сталелитейного производства.
В ноябре 2024 года в ходе российского вторжения в Украину ГУР Украины сообщило, что по штабу российской группировки войск «Север» в Губкине был нанесен удар.

## География

### Климат
Климат Губкина умеренно континентальный, с тёплым, изменчивым летом и изменчивой, умеренно-холодной зимой. Нередки резкие перепады температур в 5—8 °C несколько раз в течение месяца. Осадки составляют 480—550 мм в год, в основном в тёплый период. По многолетним наблюдениям, среднегодовая температура составляет +5,9 °С. В наиболее холодные зимы температура может иногда опускаться до −25…−30 °С и ниже. Важной особенностью является то, что почвенный покров региона представляет собой богатейшие запасы чернозёма, толщина слоя которого в некоторых местах достигает одного метра.
- Среднегодовая температура воздуха — +5,9 °C
- Среднегодовая влажность воздуха — 76 %
- Среднегодовая скорость ветра — 5—7 м/с

| Показатель                                            | Янв.  | Фев.  | Март  | Апр.  | Май  | Июнь | Июль | Авг. | Сен. | Окт. | Нояб. | Дек.  | Год   |
| ----------------------------------------------------- | ----- | ----- | ----- | ----- | ---- | ---- | ---- | ---- | ---- | ---- | ----- | ----- | ----- |
| Абсолютный максимум, °C                               | 10,7  | 10,6  | 19    | 29    | 34,5 | 37,5 | 40   | 39   | 38   | 26,9 | 18,1  | 11,5  | 40    |
| Средний суточный максимум, °C                         | −5,5  | −4,8  | 0,7   | 11,7  | 20   | 23,6 | 25,5 | 24,4 | 18,4 | 10,2 | 2,1   | −3,3  | 10,4  |
| Средняя температура, °C                               | −8,4  | −8,1  | −2,8  | 6,7   | 14,2 | 17,9 | 19,8 | 18,5 | 12,7 | 5,9  | −0,7  | −5,9  | 5,9   |
| Средний суточный минимум, °C                          | −11,7 | −11,7 | −6,3  | 2     | 8,2  | 11,9 | 13,9 | 12,7 | 7,7  | 2    | −3,4  | −8,8  | 1,5   |
| Абсолютный минимум, °C                                | −36,1 | −35,1 | −29,7 | −18,6 | −8,2 | 0,1  | 2,7  | 0,5  | −5,4 | −17  | −31,2 | −31,4 | −36,1 |
| Норма осадков, мм                                     | 29    | 25    | 27    | 36    | 49   | 65   | 69   | 61   | 46   | 42   | 39    | 35    | 523   |
| Источник: Климат села Богородицкое (Губкинский район) |       |       |       |       |      |      |      |      |      |      |       |       |       |

## Население
| 1939    | 1959    | 1967    | 1970    | 1973    | 1976    | 1979    | 1982    | 1986    | 1987    | 1989    |
| ------- | ------- | ------- | ------- | ------- | ------- | ------- | ------- | ------- | ------- | ------- |
| 400     | ↗21 333 | ↗42 000 | ↗54 074 | ↗62 000 | ↗64 000 | ↗65 140 | ↗67 000 | ↗73 000 | ↗75 000 | ↘73 848 |
| 1992    | 1996    | 1998    | 2000    | 2001    | 2002    | 2003    | 2005    | 2006    | 2007    | 2008    |
| ↗78 400 | ↗85 300 | ↗86 700 | ↗86 900 | ↗87 000 | ↘85 789 | ↗86 100 | ↗86 300 | ↘86 200 | ↗86 300 | ↗86 400 |
| 2009    | 2010    | 2011    | 2012    | 2013    | 2014    | 2015    | 2016    | 2017    | 2018    | 2019    |
| ↗86 554 | ↗88 560 | ↗88 600 | ↘88 106 | ↘87 556 | ↗87 896 | ↘87 405 | ↘87 083 | ↘86 999 | ↘86 780 | ↘86 422 |
| 2020    | 2021    | 2024    |         |         |         |         |         |         |         |         |
| ↘86 229 | ↘85 225 | ↘83 766 |         |         |         |         |         |         |         |         |

На 1 января 2025 года по численности населения город находился на 197-м месте из 1124 городов Российской Федерации.
Национальный состав
По итогам переписи населения 2020 года проживали следующие национальности (национальности менее 0,1 % и другое, см. в сноске к строке «Другие»):
| Национальность | Численность, чел. | Доля     |
| -------------- | ----------------- | -------- |
| Русские        | 75 307            | 88,37 %  |
| Украинцы       | 335               | 0,39 %   |
| Другие         | 9583              | 11,24 %  |
| Итого          | 85 225            | 100,00 % |

## Администрация
Главы города 
- 1996—2019 — Анатолий Алексеевич Кретов;
- 2019—2021 — Андрей Петрович Гаевой;
- 2021—н. в. — Лобазнов Михаил Александрович.

## Экономика

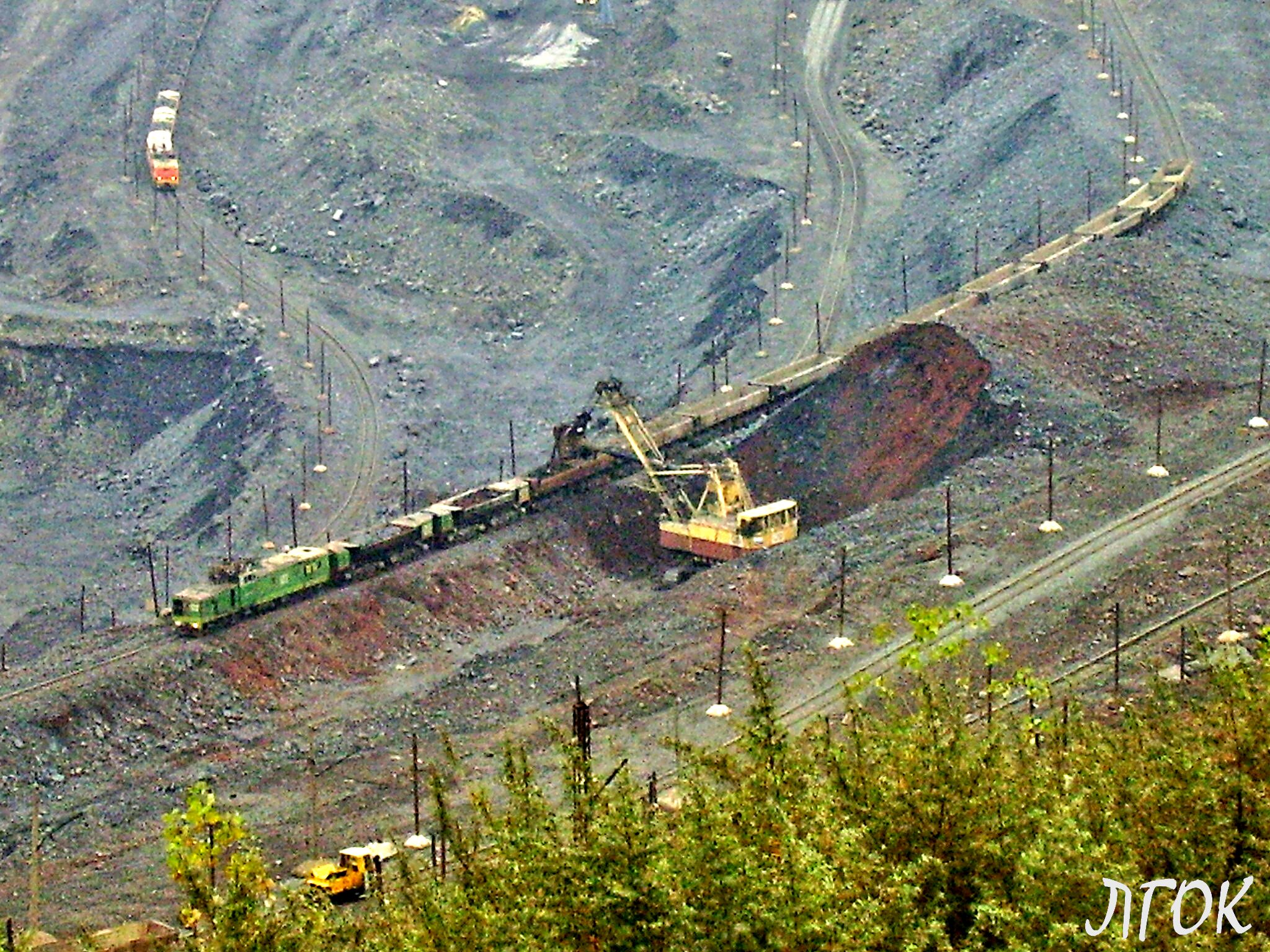
Карьер Лебединский горно-обогатительного комбината

Постановлением Правительства РФ за № 274 от 16 марта 2018 года «О создании территории опережающего социально-экономического развития „Губкин“» Губкинскому городскому округу присвоен статус ТОСЭР.
- Лебединский горно-обогатительный комбинат
- Комбинат «КМАруда»
- КМАрудстрой
- Губкинский мясокомбинат
- Предприятие «Хлебный Домъ»
- Предприятие «АвтоДор»
- Швейная фабрика
- Обувная фабрика
- Завод пластиковых окон «Вектор-Пласт»
- Предприятие «КМАрудоремонт»[31]
- Губкинская ТЭЦ
- Завод красок «РИКколор»
- Завод ЖБИ
- ОАО КМАэлектромонтаж

По итогам 2018 года моногород Губкин вошёл в ТОП-10 лидеров ежегодного рейтинга моногородов. 

### Строительство
Город активно расширяется. Предпочтение отдаётся индивидуальному строительству. Губкин окружают микрорайоны, застроенные коттеджами. В перспективе в городе появятся новые микрорайоны ИЖС — после завершения строительства микрорайона № 3 в Журавликах производится постройка нового жилого массива «Южный». В городе идет постройка современного бассейна и новой школы искусств.
ТЦ и ТРЦ:
- ТРЦ «Спутник-Губкин»
- ТРЦ «Атриум»
- ТРЦ «Европа»
- ТЦ «Линия»
- ТЦ «Стройка»

Сети магазинов:
- «Пятёрочка»
- «Магнит»
- «Красное&Белое»
- «Мясной Гастрономъ»
- «Ермолино»
- «Обуховский»
- «Магнит Косметик»
- «Абсолют»
- «Светофор»
- «Маяк»

### Инфраструктура и ЖКХ
- Водоснабжение ведётся с помощью 80-ти водозаборных скважин с тремя городскими водозаборами и 52 локальных водозаборов, расположенных в соседних деревнях.
- Система отопления осуществляется благодаря 19-ти источникам — ТЭЦ, ТЭЦ «Журавлики» и Троицкой ТЭЦ; эксплуатируются около 180 км тепловых сетей.
- Утилизация твёрдых бытовых отходов (БТО) осуществляется на полигоне. Охват населения услугой составляет 87 %.

## Транспорт

### Железнодорожный
Через Губкин проходит железная дорога Старый Оскол — Ржава («Дорога Мужества»), эта ветка на тепловозной тяге соединяется с основными линиями направлений: Москва — Симферополь и Москва — Донбасс. В городе расположен железнодорожный вокзал (в 2011—2012 годах проведена реконструкция здания с благоустройством станционной инфраструктуры, был построен современный пешеходный переход над железнодорожными путями). Поезда следуют до станций Белгород, Воронеж, Запорожье, Курск, Москва, Новосибирск, Омск, Орёл, Пенза, Ржава, Самара, Симферополь, Старый Оскол, Сызрань, Тамбов, Тула, Уфа, Харьков, Челябинск и др. В течение некоторого времени ходил поезд до Санкт-Петербурга (Снова запущен с 2022 года). В перспективе развития железнодорожных сетей в РФ планируется электрифицировать ветку Старый Оскол — Ржава.

### Автобус
В городе есть междугородный автовокзал и городская автостанция. Междугородный автовокзал обслуживает следующие направления: Алексеевка, Белгород, Брянск, Валуйки, Волгоград, Волоконовка, Воронеж, Горшечное, Грайворон, Днепропетровск, Донецк, Елец, Курск, Липецк, Москва, Новый Оскол, Саратов, Старый Оскол (маршрут № 120), Павловск, Рязань.
Городская автостанция охватывает весь город и пригородные населённые пункты. Городской транспорт представлен автобусами большой вместимости и маршрутными такси. В общей сложности, по городу курсируют около 40 различных маршрутов. Дорожная инфраструктура обновлена в 2013 году и продолжается обновляться. К 2017 году администрацией города планируется ввести единый электронный проездной билет, оборудовать все транспортные средства навигацией ГЛОНАСС.

### Такси
До марта 2023 года, в городе активна одна монополистическая фирма, которая в свою очередь разбита на 3-4 дочерние организации.
С марта 2023 года в город пришло «Яндекс GO такси».

## Образование
В городе находится 19 общеобразовательных школ, 35 дошкольных учреждений, церковно-приходская школа, детская музыкальная школа, детская школа искусств, художественная школа, школа парикмахерского искусства, школа моделей, Дом детского творчества, станция юного натуралиста и юного техника, а также ГОУ СПО:
- Губкинский филиал Белгородского государственного института искусств и культуры
- Губкинский горно-политехнический колледж

Филиалы вузов (ВПО):
- Губкинский филиал БГТУ имени В. Г. Шухова
- СТИ НИТУ «МИСиС»

## Здравоохранение
- Губкинская центральная районная больница (терапевтический и хирургический корпуса, компьютерная томография, инфекционный корпус), при больнице действует:
  - Поликлиника для взрослого населения (в 2008 году сделан ремонт и в 2013 году введена система электронной очереди);
  - Клинико-диагностическая лаборатория.
- Губкинская городская детская больница (несколько корпусов в микрорайоне «Журавлики»), при больнице функционирует:
  - Поликлиника на улице Дзержинского, имеет 2 филиала : в микрорайоне «Лебеди» и в микрорайоне «Журавлики», в перспективе планируется перевести поликлинику из центра города в отремонтированный корпус в микрорайоне «Журавлики»;
- Областная психиатрическая больница в с. Бобровы Дворы;
- Губкинская стоматологическая поликлиника для взрослого населения;
- Детская стоматологическая поликлиника.

Также в городе существует несколько частных клиник и врачебных кабинетов.

## Культура

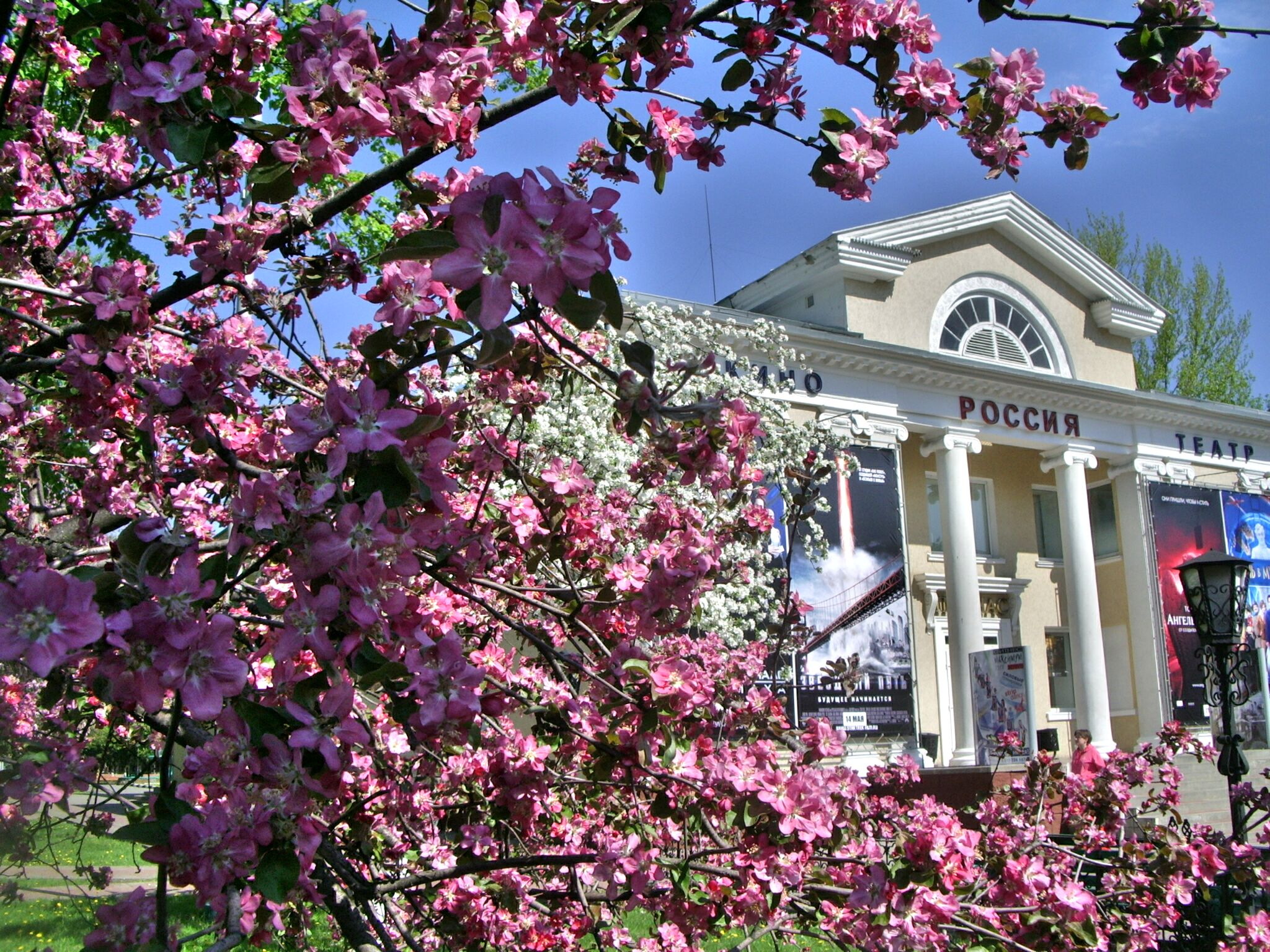
Губкин Кинотеатр Россия

#### Центры культурного развития и дворцы творчества
- Центр культурного развития «Форум»
- Центр культурного развития «Строитель»
- Центр культурного развития «Лебединец»
- Дворец детского (юношеского) творчества «Юный Губкинец»
- Центр молодёжных инициатив (ЦМИ)

#### Театры и кинотеатры
- Губкинский театр для детей и молодёжи
- Кинотеатр в ТЦ «Спутник»

#### Музеи
- Губкинский краеведческий музей.
- Губкинский музей истории Курской магнитной аномалии[32].

#### Танцевальная школа и библиотеки
- Школа танцев «Импульс».
- Центральная городская библиотека
- Центральная детская библиотека

#### Памятники
- Братская могила советских воинов, погибших в годы Великой Отечественной войны
- Аллея Героев
- Памятник горнякам-первопроходцам, погибшим на фронтах
- Памятный знак губкинцам — участникам Великой Отечественной войны
- Памятник воинам-интерционалистам
- Стела труженикам тыла
- Памятник Александру Пушкину
- Памятник Ивану Губкину
- Мемориал погибшим воинам
- Памятник в честь горнорабочих
- Памятник Дон Кихоту и Росинанту
- Слава покорителям КМА
- Бюст Петру I

## Отдых
На городской территории располагаются три гостиницы «Лебедь», «Руда» и «Горняк». На территории городского округа (за городом) находятся пять баз отдыха. В городе расположены шесть живописных скверов с фонтанами и парк с искусственным водоёмом, городской пляж. Есть кинотеатр, детский парк аттракционов «Чудо-Юдо-Град», Старый парк или «Парк детства» с бесплатными аттракционами и дендрологическим садом.

## Спорт
Для занятий спортом в городе действует детско-юношеская спортивная школа (ДЮСШ), плавательный бассейн «Дельфин», спортивный комплекс «Кристалл», включающий в себя ледовый дворец, мини-футбольный зал, тренажёрный зал, секции аэробики, два теннисных корта. На территории комплекса расположено футбольное поле с искусственным покрытием.

Лого ФК "Губкин

После сезона 2012/2013 прекратил существование из-за финансовых проблем ФК «Губкин», ранее успешно выступавший во втором дивизионе (зона «Центр»). В сезоне 2010 года команда добилась своего высшего достижения, заняв 2-е место, уступив путёвку в ФНЛ лишь московскому «Торпедо».
Спортивный комплекс «Горняк»: атлетический манеж, стрелковый тир, столы для пинг-понга, шахматный клуб. Там же находится футбольный стадион «Горняк», принадлежащий ФК «Губкин».
Теннисные корты имеются и в детском городке «Чудо-Юдо-Граде». В спортивно-оздоровительном комплексе «Орлёнок», кроме игровых полей, расположена освещённая лыжероллерная трасса.
В школах развита русская народная командная игра с мячом и битой — лапта, популярен гиревой спорт.
В городе по программе пропаганды здорового образа жизни возводятся ледово-футбольные коробки и спортивные площадки в жилых районах.

## СМИ

### Печатные издания
- Городская газета «Новое время»
- Информационная газета Губкинского городского округа «Сельские просторы»
- Городская газета «Эфир Губкина»
- Газета ЛГОКа «Рабочая трибуна»
- Газета КМАруда «Горняк».

## Связь

### Почта
На сегодняшний день в Губкинском городском округе работают 32 отделения почтовой связи.